# 11725 Victoriahsu
A 11725 Victoriahsu (ideiglenes jelöléssel 1998 HM146) a Naprendszer kisbolygóövében található aszteroida. A LINEAR projekt keretében fedezték fel 1998. április 21-én.